# Walter Kasper
Walter kardinál Kasper (* 5. března 1933, Heidenheim an der Brenz) je německý římskokatolický biskup, teolog a kardinál, odborník na vztahy křesťanů a židů, bývalý předseda Papežské rady pro jednotu křesťanů a kardinál-kněz titulu Ognissanti in Via Appia Nuova.

## Život

### Akademická kariéra
Na kněze byl vysvěcen 6. dubna 1957 biskupem Carlem Leiprechtem. V letech 1957–1958 působil jako vikář ve Stuttgartu. Poté se navrátil ke studiím a získal doktorát z dogmatické teologie na universitě v Tübingen. Zde byl v letech 1958–1961 členem fakulty a pracoval jako asistent u konzervativního teologa Leo Scheffczyka a liberála Hanse Künga, kterému bylo později církevními úřady odebráno právo vyučovat kvůli jeho názorům na kontrolu porodnosti a papežskou neomylnost. Kasper později učil dogmatickou teologii na Vestfálské universitě v Münsteru (1964–1970), kde se roku 1969 stal dokonce děkanem fakulty. V roce 1970 získal stejnou funkci v Tübingen. V roce 1983 vyučoval jako hostující profesor na The Catholic University of America ve Washingtonu D. C.

### Biskup a kardinál
Kasper byl 17. dubna 1989 jmenován biskupem diecéze Rottenburg-Stuttgart, čtvrté největší v Německu. Biskupské svěcení přijal 17. června téhož roku. V roce 1993 spolu s dalšími německými biskupy podepsal pastorační list, který umožňoval znovu sezdaným katolíkům přistupovat ke svátostem, a který byl poté odmítnut tehdejším prefektem Kongregace pro nauku víry Josephem Ratzingerem v roce 1994. Kasper byl taktéž jmenován pomocným vedoucím Mezinárodní komise pro dialog mezi katolíky a luterány.

#### Papežská rada pro jednotu křesťanů
Sekretářem Papežské rady pro jednotu křesťanů byl jmenován 1. června 1999. Zároveň s tím rezignoval na funkci diecézního biskupa. Kardinálem byl jmenován papežem Janem Pavlem II. 21. února 2001 (společně s Leo Scheffczykem), zároveň se stal kardinálem-jáhnem titulu Ognissanti in Via Appia Nuova. Téhož roku (16. března) byl po odchodu kardinála Cassidy ustanoven prezidentem Papežské rady pro jednotu křesťanů, čímž se stal zároveň i prezidentem Komise pro náboženské vztahy s židy. Walter Kasper se kriticky vyjadřoval k dokumentu Kongregace pro nauku víry (pod vedením Josepha Ratzingera) Dominus Iesus, který byl vydán v roce 2000. Kasper jej považoval vůči židům za útočný. Kasper býval naopak za svoji ekumenickou roli kritizován konzervativci. V čele rady byl do roku 2010, poté ho vystřídal švýcarský kardinál Kurt Koch. V březnu 2013 dovršil 80 let a ztratil tak možnost účastnit se konkláve. V roce 2011 byl jeho kardinálská diakonie povýšena pro hac vice na presbyteriát s titulem kardinál-kněz Ognissanti in Via Appia Nuova.

#### Mezinárodní teologická komise
Kasper je taktéž členem Mezinárodní teologické komise – poradního orgánu Kongregace pro nauku víry. Po smrti Jana Pavla II. v dubnu 2005 Kasper, stejně jako ostatní hlavní vatikánští představitelé, automaticky ztratil svoji pozici během sedisvakance. Ve funkci předsedy komise pro jednotu křesťanů byl však Benediktem XVI. potvrzen 21. dubna. Kasper byl později taktéž vedoucím vatikánských delegací při návštěvě ekumenického patriarchy v Istanbulu a v roce 2007 při pohřbu patriarchy Teoktista.

#### Kniha o eucharistii
V roce 2005 Kasper vydal knihu Svátost jednoty: Eucharistie a církev (Sakrament der Einheit. Eucharistie und Kirche), v které se zamýšlí nad svátostí eucharistie a částečně čerpá z encykliky Jana Pavla II. Ecclesia de Eucharistia. V knize silně zdůrazňuje posvátný charakter hostie, posvátný aspekt, který byl po druhém vatikánském koncilu poněkud opomíjen.

#### Zrušení exkomunikace Richarda Williamsona
Kasper se jako hlavní zástupce pro vztahy s židy vyjadřoval taktéž k zrušení exkomunikace čtyř biskupů FSSPX Benediktem XVI. v lednu 2009, mezi nimiž byl i Richard Williamson, který se vyjadřoval skepticky k obecně přijímanému rozsahu holocaustu. Exkomunikace se však týkala naprosto jiného problému. Walter Kasper se vyjádřil v tom smyslu, že zrušení exkomunikace s ním předem nikdo neprojednával. Doslova řekl: „Nepochybně došlo k chybám také ve způsobu, jakým byla celá věc řešena v Římské kurii. Málo se o tom ve Vatikánu mluvilo a nepátralo se po tom, kde by mohly vzniknout problémy. To musím jasně přiznat.“

## Dílo

### Česky vyšlo
- KASPER, Walter. Dogma pod Božím slovem. [s.l.]: Vyšehrad, 1996. ISBN 80-7021-186-5.
- KASPER, Walter. Uvedení do víry. [s.l.]: Křesťanská akademie Řím, 1987.
- KASPER, Walter. Theologie – součást naší doby. Kostelní Vydří: Karmelitánské nakladatelství, 1994.
- KASPER, Walter. Duchovní ekumenismus. Kostelní Vydří: Karmelitánské nakladatelství, 2008.
- KASPER, Walter. Teologie křesťanského manželství. [s.l.]: Centrum pro studium demokracie a kultury, 1997. ISBN 80-85959-28-3.
- Heinz Joachim Fischer, Stephan Otto Horn, Walter Kasper, Hermann Josef Pottmeyer. K čemu je církvi papež?. [s.l.]: Centrum pro studium demokracie a kultury, 1997. ISBN 80-85959-09-7.